# Kuglhof (Waffenbrunn)
Kuglhof ist ein Gemeindeteil der Gemeinde Waffenbrunn im Landkreis Cham des Regierungsbezirks Oberpfalz im Freistaat Bayern.

## Geografie
Kuglhof liegt 5 Kilometer nördlich von Waffenbrunn zwischen der Staatsstraße 2146 und der Bundesstraße 22 mit 2 Kilometern Abstand zur B 22 und 1,5 Kilometern Abstand zur St 2146. Kuglhof liegt auf einem Bergsattel zwischen dem 682 Meter hohen Gemeindeberg im Norden und der 685 Meter hohen Hohen Kugel im Süden.

## Geschichte
1808 wurde die Verordnung über das allgemeine Steuerprovisorium erlassen. Mit ihr wurde das Steuerwesen in Bayern neu geordnet und es wurden Steuerdistrikte gebildet. Dabei kam Kuglhof zum Steuerdistrikt Obernried. Der Steuerdistrikt Obernried bestand aus den Ortschaften Obernried, Darstein, Himmelmühle, Kuglhof, Thonberg mit Sonnhof. 1821 wurden im Landgericht Cham Gemeinden gebildet. Dabei wurde Obernried landgerichtsunmittelbare Gemeinde. Sie war mit dem Steuerdistrikt Obernried identisch. Ab 1867 gehörten zur Gemeinde Obernried die Orte Darstein, Himmelberg, Himmelmühle, Klinglmühle, Kuglhof, Obernried, Sonnhof und Thonberg.
Bei der Gebietsreform in Bayern wurde 1972 die Gemeinde Obernried in die Gemeinden Waffenbrunn eingemeindet.
Kuglhof gehört zur Pfarrkuratie St. Laurentius Grafenkirchen. 1997 hatte Kuglhof 7 Katholiken.

## Einwohnerentwicklung ab 1838
| Jahr | Einwohner | Gebäude |
| ---- | --------- | ------- |
| 1838 | 16        | 2       |
| 1861 | 10        | 7       |
| 1871 | 14        | 7       |
| 1885 | 7         | 1       |
| 1900 | 3         | 1       |

| Jahr | Einwohner | Gebäude |
| ---- | --------- | ------- |
| 1925 | 7         | 1       |
| 1950 | 7         | 1       |
| 1961 | 8         | 1       |
| 1970 | 8         | k. A.   |
| 1987 | 7         | 1       |
| 2011 | 4         | k. A.   |